# Béatrice Stucki
Béatrice Stucki (* 22. Dezember 1960 in Bern; heimatberechtigt in Grosshöchstetten) ist eine Schweizer Politikerin (SP).

## Leben
Béatrice Stucki besuchte die Volksschule in Muri bei Bern und machte anschliessend eine kaufmännische Lehre. Sie arbeitete von 1990 bis 2000 als Geschäftsführerin des Bernischen Blindenfürsorgevereins und von 2001 bis 2005 als Geschäftsleiterin des Dachverbands für Jugendaustausch Intermundo. Von 2005 bis 2010 arbeitete Stucki als Gewerkschaftssekretärin des VPOD Städte Gemeinden Energie und seit 2010 als Gewerkschaftssekretärin im Bereich Bildung des VPOD Bern. Béatrice Stucki ist verheiratet und lebt in Bern.

## Politik
Von 1997 bis 2006 war Béatrice Stucki Mitglied des Berner Stadtrats (Legislative), wo sie der Geschäftsprüfungskommission angehörte. Von 2005 bis 2021 war sie Mitglied des Grossen Rats des Kantons Bern, wo sie von 2006 bis 2010 Mitglied der Steuerungskommissionwar. Ab 2010 sass sie in der Finanzkommission, der sie ab 2012 als Vizepräsidentin vorstand. 2017 wurde Stucki als Nachfolgerin von Elisabeth Striffeler-Mürset zur Vizepräsidentin der SP-JUSO-PSA Fraktion gewählt.
Béatrice Stucki war von 2001 bis 2015 Präsidentin des Trägervereins offene Jugendarbeit Stadt Bern TOJ und von 2009 bis 2017 Mitglied im Vorstand der Frauenzentrale Kanton Bern. Sie war seit 2012 Präsidentin des Gewerkschaftsbundes Stadt Bern und Umgebung GSB und seit 2013 Mitglied des Vorstandes und der Geschäftsleitung des Gewerkschaftsbundes des Kantons Bern. Seit 2009 war sie Mitglied des Vorstandes der Interessengemeinschaft Sozialpsychiatrie igs und seit 2011 Mitglied des Vorstandes der Kantonalen Behindertenkonferenz kbk.